# Nabruska
Nabruska (ukr. Набруска) – wieś na Ukrainie, w obwodzie wołyńskim w rejonie kamieńskim. Liczy 231 mieszkańców.
Do 2020 w rejonie maniewickim.